# 20 Малого Льва
20 Малого Льва (20 LMi) — двойная звезда в созвездии Малого Льва. Находится на расстоянии около 48 световых лет от Солнца. Главный компонент представляет собой жёлтый карлик спектрального класса G3 Va, похожий на Солнце.
Она имеет относительно большое собственное движение. Её компаньон — старый, активный красный карлик с относительно высокой металличностью. Две звезды отстоят друг от друга на расстоянии 14,5 угловых секунд.